# Das schöne Abenteuer (1924)
Das schöne Abenteuer ist eine deutsche Stummfilm-Liebesgeschichte und Gaunerkomödie aus dem Jahre 1924 von Manfred Noa mit Vilma Bánky und Ernst Reicher in den Hauptrollen sowie Hans Albers in einer für ihn zu dieser Zeit typischen Lebemann- und Schurkenrolle.

## Handlung
Bessy Ferguson ist eine dieser finanziell verwöhnten, schnell gelangweilten jungen Damen der Oberschicht, die auf ein schönes Abenteuer aus sind. Und deshalb hat sich die Amerikanerin nach Europa begeben, um den alten Kontinent mit ihrem eigenen Wagen und auf eigene Faust zu erkunden. Um ihrem Aufenthalt einen Kick zu geben, schreibt sie, während sie an einer Bahnschranke anhalten muss, auf die Rückseite ihres Medaillonfotos die Nachricht „Wer mich findet, hat eine Bitte frei“ und schleudert das Medaillon durch ein offenes Waggonfenster des passierenden Zuges. Das Medaillon trifft den Kopf des Adjutanten eines mitreisenden Prinzen. Der ist sofort entzückt, als er das Bildnis Bessys sieht und möchte jene junge Dame unbedingt kennen lernen. Seine Durchlaucht befindet sich gerade mit wertvollen Edelsteinen auf den Weg nach Nizza, wo er sein Geschmeide von einem Juwelier fassen lassen will.
Derweil lernt Bessy einen galanten, wenngleich doch etwas schmierigen Mann von Welt namens Valescu kennen, der seinen Lebensunterhalt mit Juwelendiebstahl verdient. Aufgrund seiner enormen Wandlungsfähigkeit ist dieser bereits international steckbrieflich gesuchte Schurke bislang noch nie gefasst worden. In Nizza treffen alle drei Hauptakteure in einem Nobelhotel zusammen. Valescu, der es auf des Prinzen Preziosen abgesehen hat, glaubt, es bei der Begegnung mit Bessy mit einer besonders raffinierten „Kollegin“ zu tun zu haben und will sich deshalb ihrer bedienen. Sein unmoralisches Angebot, mit ihm zusammenzuarbeiten, nimmt Bessy besonders gern an, ist sie ja doch, wie gesagt, auf ein „schönes Abenteuer“ aus. Als der Prinz sie vor Ort kennen lernt, ist es um beider Herzen rasch geschehen. Dies bringt Bessy in arge Bedrängnis, als ihr bisheriger Vertrauter Valescu sich des Prinzen bemächtigt, um ihm die Diamanten abzuluchsen. Doch der denkt gar nicht daran und begibt sich als Ganovengeisel in den Hungerstreik. Bessy wird nun angehalten, den Prinzen von seinem Tun abzuhalten.
Derweil hat Valescu mit einer neuen Maskierung die Rolle des Prinzen übernommen, um auf diese Weise seinem Ziel, dem Raub der Diamanten, näher zu kommen. Seine Maskerade ist derart glaubwürdig, dass er nicht einmal vom fürstlichen Adjutanten erkannt wird. Bessy nutzt derweil Valescus Abwesenheit, um den Komplizen des Schurken zu überwältigen und seine Durchlaucht zu befreien. Der aber verlangt nun die Einlösung des auf dem Medaillon ausgegebenen Versprechens und bittet um die Gunst seiner Retterin Bessy. Die sagt nur allzu gern „ja“. Auch der Schurke Valescu entgeht seinem gerechten Schicksal nicht.

## Produktionsnotizen
Das schöne Abenteuer wurde in Deutschland und Südfrankreich gedreht und erhielt Jugendverbot. Die Premiere war am 12. Dezember 1924 in Wien, die Berliner Erstaufführung zehn Tage darauf im Tauentzienpalast. Der Sechsakter besaß eine Länge von 2689 Meter.
O. F. Werndorff gestaltete die Filmbauten.

## Kritik
Im Kino-Journal hieß es: „Diese amüsante, auf- und anregende Geschichte ist außerordentlich anmutig und gewandt in Szene gesetzt, mit brillanter Technik und fesselnder Routine und mit jenem Schmiß, der zu einer solchen Kriminalgeschichte gehört. Auch die schönen Rivierabilder üben ihre wirksame Werbekraft für diesen Film.“
In Der Film-Bote konnte man lesen: „Das in jeder Beziehung äußerst gelungene Werk zeichnet sich durch ein außergewöhnlich wirksames Sujet aus, dessen szenische Ausarbeitung und Durchführung den bewährten Händen des Regisseurs Manfred Noa anvertraut war.“